# Faust (Goethe)

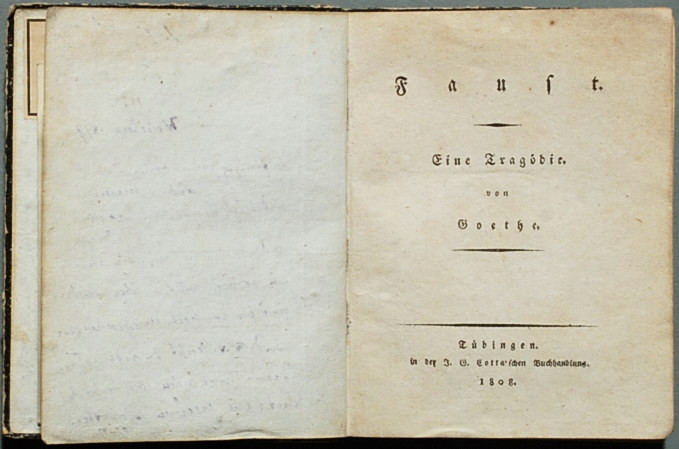
Faust I, primera edició, 1808

El Faust de Goethe és una obra de teatre tràgica en dues parts escrita per l'escriptor alemany Johann Wolfgang von Goethe, un dels seus llibres més famosos. Gairebé tota la primera part i la majoria de la segona part estan escrites en versos rimats. Encara que poques vegades s'escenifica completament, és l'obra amb més audiència als escenaris en llengua alemanya. Faust és considerat per molts com l'obra magna de Goethe i l'obra més destacada de la literatura alemanya.
Té dues parts anomenades en alemany Der Tragödie erster Teil i Der Tragödie zweiter Teil. Les primeres formes de l'obra, conegudes com l'Urfaust, es van desenvolupar entre 1772 i 1775; tanmateix, els detalls d'aquest desenvolupament no estan del tot clars. L'Urfaust té vint-i-dues escenes, una en prosa, dues en gran part en prosa i les 1.441 línies restants en vers rimat. El manuscrit s'ha perdut, però se'n va descobrir una còpia el 1886.
Va aparèixer en una versió preliminar el 1790. Goethe va completar el que actualment es coneix com a primera part el 1806, que es va publicar el 1808. Es va fer una edició revisada pel mateix Goethe el 1828-1829, i una darrera edició editada pel mateix autor el 1832, l'any de la mort de Goethe.
Goethe va acabar d'escriure Faust, segona part, el 1831; i es va publicar pòstumament l'any següent. A diferència de Faust, primera part, el focus aquí ja no se centra en l'ànima de Faust, venuda al diable, sinó en fenòmens socials com la psicologia, la història i la política, a més de temes místics i filosòfics. La segona part va constituir l'ocupació principal dels últims anys de Goethe.

## Argument

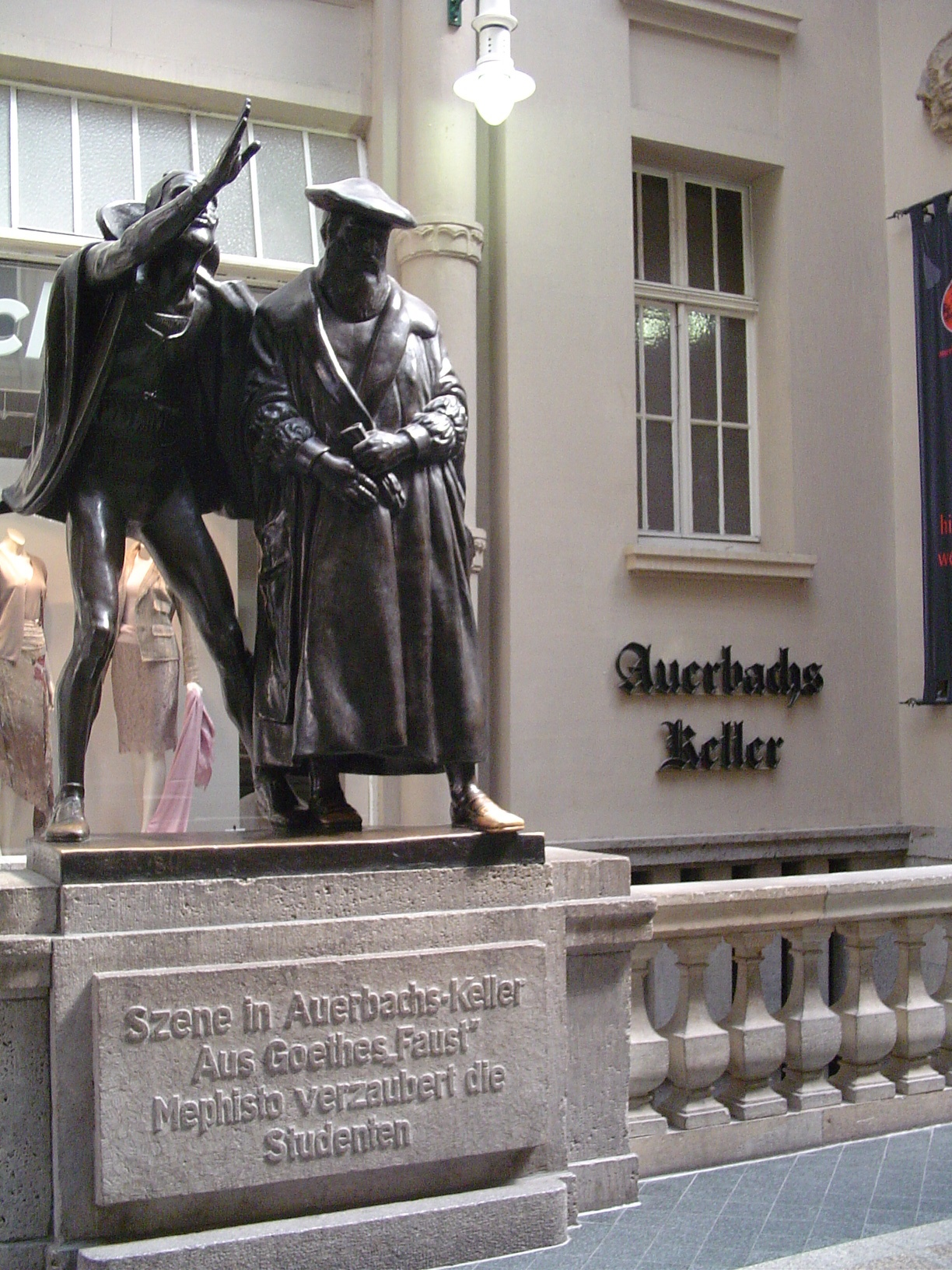
Escultura de Mefistòfeles embruixant els estudiants a l'escena "Auerbachs Keller" de Faust, a l'entrada del que avui és el restaurant Auerbachs Keller a Leipzig

### Primera part
La primera part ens presenta:
- Heinrich Faust, un savi potser basat en la vida de Johann Georg Faust, o en el Cenodoxus en la versió dramatitzada de la Llegenda del Doctor de París de Jacob Bidermann, és el protagonista de l'obra i també qui fa el pacte amb Mefistòfil, ja que vol expandir els seus coneixements.
- Mefistòfil, diable que s'apareix davant de Faust per oferir-li tot el que ell vulgui amb la condició de ser el propietari de l'ànima de Faust quan aquest mori.
- Gretchen (Margalida), l'amor de Faust, ell s'enamora d'ella un dia que es troben pel carrer.
- Marthe, veïna de Gretchen.
- Valentin, germà de Gretchen, la seva mort és causada indirectament per la relació de Gretchen i Faust.
- Wagner, deixeble de Faust.

És una història que té lloc en nombrosos escenaris, el primer dels quals és el cel. Mefistòfil (Satanàs) fa una aposta amb Déu i li diu que pot atreure l'ésser humà favorit de Déu (Faust), que s'està esforçant per aprendre tot el que es pot conèixer, lluny de les accions justes. La següent escena té lloc a l'estudi de Faust on l'estudiós envellit, lluitant amb el que considera la vanitat i la inutilitat de l'aprenentatge científic, humanístic i religiós, es converteix en màgia per a la pluja de coneixement infinit. No obstant això, sospita que els seus intents fracassen. Frustrat, reflexiona sobre el suïcidi, però el rebutja quan escolta comencen les celebracions properes de Pasqua. Va a passejar amb el seu ajudant Wagner i el segueix a casa un caniche perdut.
A l'estudi de Faust, el caniche es transforma en Mefistòfeles, vestit d'estudiant viatger que es nega a donar el seu nom. Li revela a Faust que encara que el pentagrama deforme tallat a la porta d'en Faust li ha permès entrar, no pot sortir. Faust s'estranya que Mefistòfeles estigui lligat per lleis místiques, i per això pugui fer un pacte. Mefistòfeles diu que està disposat a fer un tracte, però vol marxar a la nit. Faust es nega a alliberar-lo perquè creu que seria impossible que tornés a atrapar Mefistòfeles. Mefistòfeles llavors l'enganya perquè permeti una demostració del seu poder; Faust s'adorm escoltant el cant dels esperits, i això permet a Mefistòfeles escapar fent una crida a les rates perquè masteguin el pentagrama.
L'endemà al matí torna Mefistòfeles. Li diu a Faust que vol servir-lo a la vida i, a canvi, Faust l'ha de servir en el més enllà. Faust està disposat a acceptar, però li preocupa que acceptar els serveis de Mefistòfeles el porti a la ruïna. Per evitar aquest destí, Faust aposta: si Mefistòfeles pot concedir a Faust una experiència de transcendència a la Terra, un moment tan feliç que desitja romandre-hi per sempre, deixant d'esforçar-se més, llavors morirà a l'instant i servirà el Diable a l'infern. Mefistòfeles accepta l'aposta.
Quan Mefistòfeles li diu a Faust que signi el pacte amb sang, Faust es queixa que Mefistòfeles no confia en la paraula d'honor de Faust. Al final, Mefistòfeles guanya la discussió i Faust signa el contracte amb una gota de la seva pròpia sang. Faust fa unes quantes excursions i després coneix a Margaret (també coneguda com a Gretchen). Se sent atret per ella i amb joies i amb l'ajuda d'una veïna, Marthe, Mefistòfeles atrau Gretchen als braços de Faust. Amb l'ajuda de Mefistòfeles, Faust sedueix a Gretchen. La mare de Gretchen mor a causa d'una poció per dormir, administrada per Gretchen per obtenir intimitat perquè Faust pogués visitar-la. La Gretchen descobreix que està embarassada. El germà de Gretchen condemna Faust, el desafia i cau mort a mans de Faust i Mefistòfeles. Gretchen ofega el seu fill il·legítim i és condemnada per l'assassinat. Faust intenta salvar la Gretchen de la mort intentant alliberar-la de la presó. Començant que ella es nega a escapar, Faust i Mefistòfeles fugen del calabós, mentre veus del cel anuncien que Gretchen se salvarà.

### Segona part
Deixa de banda la història romàntica i s'inicia un cicle d'aventures.
Aquesta part es desenvolupa en un ambient medieval i és molt més difícil de comprendre que la primera part.
Faust i Mefistòfil enganyen un emperador jove fent-se passar per bruixot i bufó respectivament, ajuden l'emperador amb la crisi que el seu país travessa, després de complir amb exigències de l'emperador i de guanyar una batalla s'atorga a Faust un gran palau en les costes de l'imperi.
Faust aconsegueix el seu somni, que és guanyar terreny al mar. Amb això, Faust mor, però es penedeix i Mefistòfil és distret per àngels perquè no capturi l'ànima de Faust, incomplint el pacte. Goethe s'inspirà de la vida real de John Law per a aquesta part de la seva obra.

### Relació entre les parts
Al llarg de la primera part Faust continua insatisfet. La conclusió definitiva de la tragèdia i el resultat de les apostes només es revelen a la Segona part. La primera part representa el "petit món" i té lloc en el propi entorn temporal i local de Faust. L'escenari de la primera part és nocturn, àmbit de la malignitat. En canvi, la segona part té lloc al "món ample" o macrocosmos.

## Traduccions

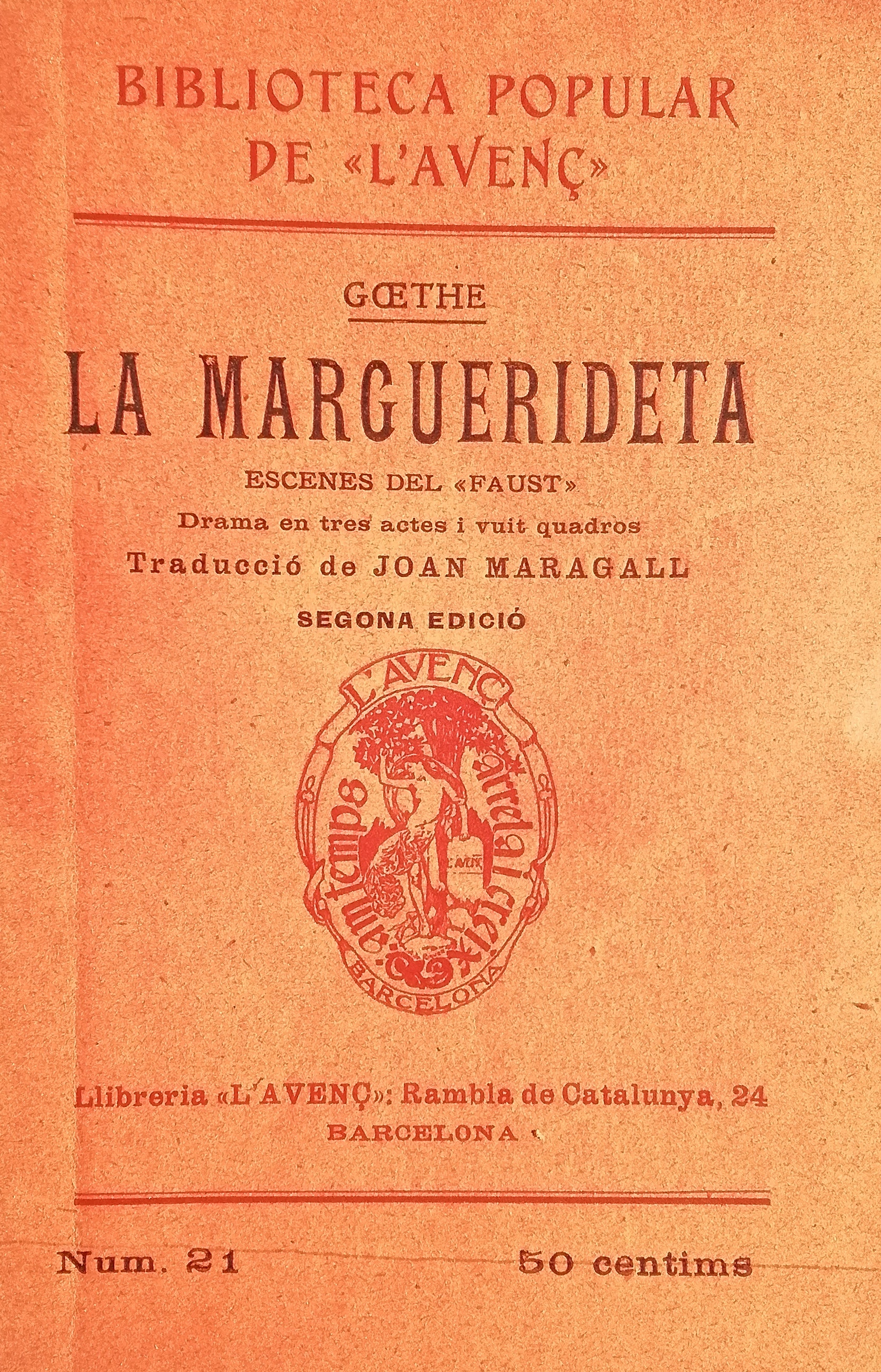
La tragèdia de Marguerideta (Marguerite-Gretchen), escenes dins de l'obra Faust. Traduïdes al català per Joan Maragall i publicades a Barcelona l'any 1910

El 1821, l'editor londinenc Thomas Boosey and Sons va publicar de manera anònima una traducció parcial en vers en anglès de Faust (primera part), amb il·lustracions del gravador alemany Moritz Retzsch. Aquesta traducció va ser atribuïda al poeta anglès Samuel Taylor Coleridge per Frederick Burwick i James C. McKusick a la seva edició de 2007 d'Oxford University Press, Faustus: From the German of Goethe, Translated by Samuel Taylor Coleridge.
En una carta datada el 4 de setembre de 1820, Goethe va escriure al seu fill August que Coleridge estava traduint Faust. No obstant això, aquesta atribució és controvertida: Roger Paulin, William St. Clair i Elinor Shaffer proporcionen una llarga refutació a Burwick i McKusick, oferint proves incloses les repetides negacions de Coleridge que hagués traduït alguna vegada Faust i argumentant que la carta de Goethe al seu fill es basava en desinformació d'un tercer.

### Traduccions al català
Joan Maragall, juntament amb altres obres de Goethe, va versionar algunes escenes de la primera part de Faust amb el títol de La Marguerideta: escenes del Faust (1904).
La primera traducció catalana completa, en vers, estigué a càrrec de Josep Lleonart i Maragall, fou publicada l'any 1938. Hi ha una altra traducció més moderna, també versificada, de Jaume Ortolà, de l'any 2009 (Premi de traducció Vidal Alcover de l'any 2005). A l'any 2018, Pedro Montalbán Kroebel va fer una versió escènica de l'essencial de Faust, primera part. Es tracta d'una versió teatral, i no d'una edició acadèmica, en què s'ha optat per un criteri de senzillesa en els diàlegs, cercant una prosa neta que, desvinculada de la forma poètica però mantenint el rigor literari, siga clara i accessible.

## Òperes i altres obres musicals
Vegeu-ne una llista exhaustiva a Llista de personatges històrics de l'edat moderna a l'òpera
Òperes basades en el Faust de Goethe són, entre d'altres:
- Fausto de Louise Bertin (1831)[12]
- Agustí Ghislain Baró de Peellaert (1834).[13]
- La condemnació de Faust, cantata escènica d'Hector Berlioz (1846)[14]
- Faust et Marguerite de Meyer Lutz (1855)[15]
- Faust de Charles Gounod, (1859)[16]
- Faust et Marguerite, saynète bouffe de Jules Barbier (1865)[17]
- Mefistofele d'Arrigo Boito (1868)
- Faust de Heinrich Zöllner (1887)
- Tetralogia inacabada d'Alfred Brüggemann: Doktor Faust i Gretchen (1910), Faust und Helena i König Faust (inacabada)
- Faust III de Niels Viggo Bentzon (1964).

Altres obres musicals sobre l'obra de Goethe són:
- Szenen aus Goethe's Faust, per a solistes, cor i orquestra, de Robert Schumann (1844 -1853)
- Simfonia Faust de Franz Liszt
- Simfonia núm. 8 «Simfonia dels Mil» de Gustav Mahler
- Fausto 5.0 (2001), una pel·lícula guionitzada per Fernando León de Aranoa[18]